# Cyber Intelligence Sharing and Protection Act
Cyber Intelligence Sharing and Protection Act (zkráceně CISPA) je americký návrh zákona, který má pokrývat jak problematiku kyberbezpečnosti, tak i problematiku ochrany duševního vlastnictví.
Podle kritiků ale může CISPA rozšířit roli vlády v monitorování soukromé komunikace a pravděpodobně přesune ochranu vládní kyberbezpečnosti z civilních agentur na armádu. Získané informace mohou být použity i jinak než pro účely kyberbezpečnosti. CISPA by firmám umožňovala sdílet informace o případných kyberútocích s federální vládou, a tím porušuje občanské svobody. Kritici se také obávají, že zákon povede k tomu, že Národní bezpečnostní agentura a další federální úřady budou shromažďovat údaje o telefonní a internetové komunikaci mezi lidmi, což bylo dosud zakázáno. Zákon naopak vítají významné firmy pohybující se na poli informační technologie, jako například Microsoft, Facebook nebo komunikační společnost AT&T.
V roce 2012 Kongres Spojených států amerických zákon schválil. Udělal tak zcela nečekaně o den dříve, než byl bod původně na programu. Zákon nicméně neprošel Senátem. V roce 2013 byl ovšem znovu uveden, v dubnu ho Kongres opět schválil a čeká ho projednávání v Senátu.